# Тумен
Туме́н (монг.Түмэн, тур. Tümen,тат. tөmən, төмән) — найбільша тактична одиниця монгольського війська XII—XIV ст., чисельність якої зазвичай складала десять тисяч людей.
Слово «тьма» у значенні «десять тисяч, незліченна множина» щодо кількості людей засвідчене в давньоруських писемних пам’ятках від 11 ст. (Ізборник 1073, Іпатіївський літопис під 6668/1160).
Термін вважають калькою з тюркського thmen, адже десяткова організація війська з найбільшою одиницею в 10 тис. була
традиційною у степових імперіях; її існування в імперії гунів/сюнну засвідчив китайський історик Сима Цянь, хоч у додержавних
спільнот Східної Європи — печенігів та половців — вона не засвідчена.
Тумен ділиться на тисячі, ті в свою чергу на сотні та десятки.
Туменом командував темник. Туменом у монголів також називалася адміністративно-територіальна одиниця, що була зобов'язана виставити десять тисяч солдатів.
Туменом також зараз є армійська одиниця, що використовується у турецькій армії і нараховує від 6000 до 10000 чоловік. Її командир — Тюмегенерал або Тюмамірал на флоті.